# Dust in the Wind
Ne doit pas être confondu avec Dust in the Wind.
Dust in the Wind (littéralement « De la poussière dans le vent ») est une chanson du groupe américain de rock progressif Kansas, sortie en 1977 sur l'album Point of Know Return et l'année suivante en single. Il s'agit de leur titre le plus célèbre.
Le single culmine à la sixième place du classement Billboard Hot 100 durant la semaine du 18 février 1978, ce qui en fait l'unique single du groupe ayant figuré au top 10 de ce même classement. Écrit par Kerry Livgren, c'est l'un des premiers morceaux acoustiques de Kansas, sans batterie. Sa mélodie lente et ses paroles mélancoliques diffèrent des autres succès du groupe, tels que Carry On Wayward Son. Le pont instrumental de la chanson comporte une ligne mélodique distincte et très facilement mémorisable pour violon et alto joués par Robby Steinhardt.

## Signification spirituelle
Par leur thématique et leur champ lexical, les paroles de Dust in the Wind présentent des similitudes avec le Livre de l'Ecclésiaste figurant dans la Bible. La notion de vanité (c'est-à-dire ce qui est vain) est particulièrement significative, ce d'autant plus que la traduction plus littérale du mot hébreu est plutôt « fumée » (mot hébreu « hevel » traduit en latin par « vanitas», en français « vanité »).
L'Ecclésiaste 1.3 à 1.6 mentionne :

« 1.3 Quel avantage revient-il à l'homme de toute la peine qu'il se donne sous le soleil ?

1.4 Une génération s'en va, une autre vient, et la terre subsiste toujours. »

Ou (Ecclésiaste 2.11 notamment) : 

« 2.11. Tout est vanité et pâture de vent. »

Ou encore ceci (Ecclésiaste 3.20 et 3.21) :

« 3.20 Tout va dans un même lieu ; tout a été fait de poussière, et tout retourne à la poussière.

3.21 Qui sait si le souffle des fils de l'homme monte en haut, et si le souffle de la bête descend en bas dans la terre ? »

Et ceci (Ecclésiaste 12.7 ou 12.9 selon les références) :

« avant que la poussière retourne à la terre, comme elle y était, et que l'esprit retourne à Dieu qui l'a donné. »

De manière similaire, Dust in the Wind dit :
« All we do crumbles to the ground, though we refuse to see

Dust in the wind, all we are is dust in the wind

[Now] Don't hang on, nothing lasts forever but the earth and sky »
Traduction française possible :

« Tout ce que nous faisons s'écroule au sol bien que nous refusions de l'admettre

De la poussière dans le vent, nous ne sommes que de la poussière dans le vent

[Maintenant] Ne t'attache pas, rien n'est éternel sauf la Terre et le ciel »

## Musiciens
- Steve Walsh : chant principal
- Robby Steinhardt : chant secondaire, violon, alto
- Kerry Ligvren : guitare acoustique
- Rich Williams : guitare acoustique

## Reprises
- La chanteuse soprano et star de Broadway Sarah Brightman reprend Dust in the Wind dans son album de 1999 One Night in Eden (en).
- La chanson est également reprise par Scorpions, Mägo de Oz (en espagnol sous le titre Pensando en ti), Metalium, Eric Benét, Cat Stevens, Mélanie Safka et le groupe d'electro Gabriel & Dresden.
- Dust in the Wind figure sur l'album de Murray Head My back Pages paru en 2012.
- La musique du titre Au coin du monde de Keren Ann s'inspire de Dust in the Wind.